# Obereoides antennatus
Obereoides antennatus là một loài bọ cánh cứng trong họ Cerambycidae.